# Laeops nigromaculatus
 Laeops nigromaculatus és un peix teleosti de la família dels bòtids i de l'ordre dels pleuronectiformes.

## Morfologia
Pot arribar als 21 cm de llargària total.

## Distribució geogràfica
Es troba des de les costes de Moçambic fins a les de KwaZulu-Natal (Sud-àfrica). També al Japó.